# Zuikaku (porta-aviões)
O Zuikaku (瑞鶴) foi um porta-aviões operado pela Marinha Imperial Japonesa e a segunda e última embarcação da Classe Shōkaku, depois do Shōkaku. Sua construção começou em maio de 1938 nos estaleiros da Kawasaki e foi lançado ao mar em novembro de 1939, sendo comissionado na frota japonesa em setembro de 1941. Ele era capaz de transportar mais de setenta aeronaves, era armado com uma bateria antiaérea de canhões de 127 e 25 milímetros, tinha um deslocamento carregado de mais de 32 mil toneladas e alcançava uma velocidade máxima de 34 nós.
O Zuikaku operou principalmente junto com seu irmão Shōkaku no decorrer da sua carreira, com sua primeira ação foi participar do Ataque a Pearl Harbor em dezembro de 1941, no início da Guerra do Pacífico. Depois disso, o navio se envolveu em um ataque contra Rabaul em janeiro de 1942, de um ataque contra forças britânicas no Oceano Índico entre março e abril, da Batalha do Mar de Coral em maio e de vários confrontos e operações para suporte da Campanha de Guadalcanal, incluindo as batalhas das Salomão Orientais em agosto e das Ilhas Santa Cruz em outubro.
O navio passou a maior parte de 1943 nas bases de Kure e Truk, saindo ocasionalmente para realizar treinamentos. No ano seguinte foi designado para atuar nas áreas próximas de Lingga e Singapura até junho, quando partiu para atacar forças Aliadas nas Ilhas Marianas. O Zuikaku participou em junho da Batalha do Mar das Filipinas e depois em outubro da Batalha do Golfo de Leyte. Nesta última, o navio serviu como a capitânia do vice-almirante Jisaburō Ozawa, porém foi alvo de vários ataques aéreos estadunidenses que por fim o afundaram durante a tarde do dia 25 de outubro.